# Marie Krysinska
Marie Krysinska, née Maria Anastasia Krysińska à Varsovie le 22 janvier 1857 et morte à Paris le 15 septembre 1908, est une poétesse et musicienne française d'origine polonaise.

## Biographie
Fille d’un avocat de Varsovie, Ksawery Jan Teodor Krysiński de Leliwa, et petite-fille de l'économiste et homme politique Dominik Krysiński, Marie Krysinska vient à seize ans à Paris suivre des cours d'harmonie et de composition au Conservatoire de musique, études qu'elle abandonne bientôt pour s'adonner à la littérature.
Dès 1882, elle publie dans La Vie Moderne, la Revue du Chat noir et dans La Revue indépendante des pages littéraires et ses propres poèmes.
Elle devient la seule femme membre actif des cercles littéraires des Hydropathes, des Zutistes, des « Hirsutes » et des « Jemenfoutistes » qui se réunissent au cabaret du Chat noir. Elle accompagne au piano les chansons et les poèmes qu'on y déclame. Elle participe aux soirées de la Goguette du Chat Noir.
Mariée au peintre et lithographe Georges Bellenger (1847-1916) le 1er octobre 1885, elle fit plusieurs voyages aux États-Unis. Elle et son mari montent des spectacles ensemble, appelés « Théâtre lumineux » (après 1900).
En 1890, elle publie, chez Alphonse Lemerre, son premier recueil de poèmes : Rythmes pittoresques, puis, en 1892, L'Amour chemine, un recueil de contes en prose.
En 1894, elle publie sa seconde oeuvre poétique, Joies errantes et, en 1896, un roman, Folle de son corps, chez Havard. Suivra un autre roman, Juliette Cordelin, un autre recueil de poèmes, Guitares lointaines, Calendes sentimentales (en prose) et La force du désir (roman).
Elle a publié de très nombreux articles sur la littérature, l'art, la musique et la critique littéraire.
À l'instar de plusieurs hommes de lettres symbolistes de son temps, Marie Krysinska signe une production littéraire qui porte les traces d'un imaginaire anarchiste. Cet imaginaire apparaît notamment à travers la poétique du mouvement et la philosophie de l'impermanence qui traversent ses poèmes. En 1900, elle fait d'ailleurs paraître cinq poèmes en vers libres dans le périodique anarchiste L'Humanité nouvelle.

## Marie Krysinska créatrice du vers libre?
Les avis sont partagés. Alphonse Séché en évoque la possibilité, « [Marie Krysinska] ayant été à la prime origine de ce mouvement ». Hélène Millot l'affirme, et donne les dates de publication des premiers poèmes en vers libres de Marie Krysinska, antérieurs à ceux de Gustave Kahn, qui revendiquait la création du vers libre : Symphonie en gris paraît dans Le chat noir en 1882, alors que les recueils de Kahn, Jules Laforgue et Francis Vielé-Griffin sont édités en 1887. Florence Goulesque, quant à elle, ne tranche pas, mais invite à de nouvelles réflexions sur le symbolisme et la poésie féminine.

## Postérité
En 2010, le groupe français Sati mata (rock post punk/électro) lui rend hommage avec le morceau « Une symphonie en gris » extrait de l'EP In.camera.

## Liste des œuvres
Œuvres répertoriées dans le catalogue de la BNF.

### Œuvres littéraires

#### Poésies
- Rythmes pittoresques : mirages, symboles, femmes, contes, résurrections, Paris, Lemerre, 1890 (lire sur Wikisource).
- Joies errantes : nouveaux rythmes pittoresques, Paris, Lemerre, 1894 (lire en ligne).
- Intermèdes, nouveaux rythmes pittoresques : pentéliques, guitares lointaines, chansons et légendes, A. Messein, 1903 (lire en ligne).

#### Romans
- Folle de son corps, 1896.
- La force du désir, Mercure de France, 1905 (lire en ligne).

#### Autres textes
- L'Amour chemine : Contes et nouvelles en proses, Paris, Lemerre, 1892 (lire en ligne).
- Les Artistes maudits. Charles de Sivry, 1901 (lire en ligne)
- Les Artistes maudits. Charles Cros, poète et savant. Maurice Rollinat, 1901.
- Essai sur la danse (présentation en ligne).

#### Rééditions modernes
- Seth Whidden (dir.), Rythmes pittoresques : mirages, symboles, femmes, contes, résurrections, Exeter, University of Exeter Press, 2003 (ISBN 978-0-85989-711-2).
- Seth Whidden (dir.), Poèmes choisis   suivis d'Études critiques, Saint-Étienne, Publications de l'Université de Saint-Étienne, coll. « Des deux sexes et autres », 2013, 309 p. (ISBN 978-2-86272-626-7, lire en ligne)
- Œuvres complètes, dir. Florence Goulesque et Seth Whidden (Honoré Champion, 2022-2026)
  - Section I. POÉSIE. Vol. I: Rythmes pittoresques. Édition par Seth Whidden. Joies errantes. Édition par Yann Frémy (†).  (ISBN 9782745356895). [https://www.honorechampion.com/fr/editions-honore-champion/12610-book-08535689-9782745356895.html
  - Section I. POÉSIE. Vol. II: Intermèdes. Édition par Darci Gardner et Laurent Robert.  (ISBN 9782745357076). [https://www.honorechampion.com/fr/editions-honore-champion/12627-book-08535707-9782745357076.html
  - Section II. ROMANS ET NOUVELLES. Vol. II: Folle de son corps. Édition par Sharon Larson et Gretchen Schultz. La Force du désir. Édition par Adrianna M. Paliyenko et Ewa M. Wierzbowska (ISBN 9782745362575). https://www.honorechampion.com/fr/editions-honore-champion/13236-book-08536257-9782745362575.html

### Œuvres musicales
- L'Essayage, chansonnette : Paroles de Jules Costé, musique de Marie Krysinska, 1892.
- À vue de nez, chansonnette : Paroles de Pierre Trimouillat, musique de Marie Krysinska, 1892.
- L'Argent ! : Paroles de Pierre Trimouillat, musique de Marie Krysinska, Paris, Bathlot-Jaubert, 1892.
- La Prière d'une vierge ! : Paroles de Charles Aubert, musique de Marie Krysinska, Paris, Bathlot - Joubert, 1893.
- Mauresque ! : Paroles de Maxime Guy et P. Batail, musique de Marie Krysinska, Paris, E. Meuriot, 1893.
- Quand nous serons riches ! : Monologue de Armand Masson, adaptation symphonique de Marie Krysinska, Paris, A. Quinzard, 1894.
- Renouveau d'amour ! : Poésie de Gabriel Montoya, musique de Marie Krysinska, Paris, A. Quinzard, 1894.
- Le vieux modèle : Chanson de Gabriel Montoya, musique de Marie Krysinska, Paris, G. Ondet, 1894.
- Répertoire de Camille Stefani. Fille de théâtre ! : Chanson, paroles de Pierre Trimouillat, musique de Marie Krysinska, Paris, G. Ondet, 1894.
- Marion ! : Poésie et musique de Marie Krysinska, Paris, A. Quinzard, 1895.
- Royal-Moustache ! : Chansonnette, paroles de Léon Durocher, musique de Marie Krysinska, Paris, G. Ondet, 1895.
- Le petit Tambour ! : Chansonnette, paroles de Gabriel Vicaire, musique de Marie Krysinska, Paris, G. Ondet, 1895.
- Nuit tombante ! : Poésie de Gabriel Montoya, musique de Marie Krysinska, Paris, A. Quinzard, 1895.
- Les petits Désespoirs (pour la soif.) Sous les Ramures ! : Chansons de Vincent Hyspa, musique de Marie Krysinska, Paris, G. Ondet, 1895.
- Sérénade ! : Paroles de Gabriel Montoya, musique de Marie Krysinska, Paris, A. Quinzard, 1895.
- Doux Reproches ! Menuet : Poésie de G. Frest, musique de Marie Krysinska, Paris, A. Quinzard, 1896.
- La Leçon d'épinette ! : Chanson populaire, arrangée par Marthe Lys, musique recueillie et harmonisée par Marie Krysinska, Paris, G. Ondet, 1896.
- Chansons de Gabriel Montoya. La Fille à maman ! : Chanson, musique de Marie Krysinska, Paris, G. Ondet, 1896.
- L'Île mystérieuse : Poésie de Gabriel Montoya, musique de Marie Krysinska, Paris, A. Quinzard, 1896.
- Matutina : Poésie de Clément-George, musique de Marie Krysinska, Paris, imp. de Dupré, 1897.
- Le mariage de Chloé, opérette-bouffe présenté au théâtre Grévin[10], 1902

#### Ouvrages
- Florence Goulesque, Une Femme poète symboliste : Marie Krysinska. La Calliope du Chat Noir, Paris, Honoré Champion, 2001, 220 p. (ISBN 2-7453-0377-5).
- Adrianna M. Paliyenko, Gretchen Schultz et Seth Whidden (dir.) Marie Krysinska (1857–1908): Innovations poétiques et combats littéraires. Publications de l’Université de Saint-Étienne / Presses universitaires de Lyon, coll. « De deux sexes et autres », 2010.
- Adrianna M. Paliyenko, « Marie Krysinska on Eve, Evolution, and the Property of Genius », dans Genius Envy, Penn State University Press, coll. « Women Shaping French Poetic History, 1801-1900 », 2016 (ISBN 978-0-271-07708-6, DOI 10.5325/j.ctt1wf4ct1.13, lire en ligne), p. 227–256
- Jeanine Moulin, La poésie féminine. Époque moderne, vol. 2, Paris, Seghers, 1963.
- Alphonse Séché, Les muses françaises, Paris, Louis-Michaud, 1908 (lire en ligne), « Marie Krysinska », p. 177-181.

#### Articles
- Florence Goulesque, « Impressionnisme poétique chez Marie Krysinska : Esthétique de l'ambiguité et démarche féministe », Nineteenth Century French Studies, vol. 29, no 3,‎ 2001, p. 318–333 (ISSN 1536-0172, DOI 10.1353/ncf.2001.0008, lire en ligne, consulté le 20 janvier 2020).
- Tracy L. Paton, « Marie Krysinska's Poetics of Parody: Figures of the Woman Artist », Nineteenth Century French Studies, vol. 33, no 1,‎ 2004, p. 147–162 (ISSN 1536-0172, DOI 10.1353/ncf.2004.0069, lire en ligne, consulté le 20 janvier 2020).
- Seth Whidden, « Marie Krysinska: A Bibliography », dans Bulletin of Bibliography, vol. 58, t. 1, mars 2001, 1-10 p..
- Gérard Walch, Nouvelles pages anthologiques, Paris, Le Soudier, 1910, 224-234 p. (OCLC 9143507, lire en ligne).